# Astragalus coltonii
Astragalus coltonii — вид квіткових рослин з родини бобових (Fabaceae). Ареал охоплює такі країни: США (Аризона, Колорадо, Нью-Мексико, Юта, Вайомінг).

## Середовище
Це багаторічна трав'яниста рослина, яку можна знайти на сухих схилах у спільнотах піньйон-ялівцю; її також можна знайти в порушених середовищах існування, таких як узбіччя доріг. Висота зростання: 1750–2300 метрів. Немає відомих серйозних загроз для цього виду.